# 950

## Nașteri
- Leon Diaconul, istoric și cronicar bizantin (d. 992)

- Ugo de Toscana, margraf de Toscana din 961 și duce de Spoleto și Camerino (989-996), (d. 1001)

## Decese
- 17 ianuarie: Al-Farabi filosof arab (n. 872)
- dată necunoscută: Al-Mustakfi calif abbasid (n. 905)
- dată necunoscută: Siemomysł  (n. 922)
- dată necunoscută: Docibilis al II-lea de Gaeta  (n. ?)